# Скряга Прокіп
Скряга Прокіп († 2 січня 1770) — кобзар, бандурист з с. Остапи на Житомирщині. Супроводив грою і піснями гайдамаків під час повстання 1768 р. Страчений поляками у Кодні.
У Коденській книзі в якій зафіксовано численні допити учасників Коліївського повстання, а також вироки польсько-шляхетського суду над ними записано:

| "Прокіп Скряга, бандурист з Остапова... Цей мусить бути обезголовлений (2 січня 1770 року)" |